# NGC 947
NGC 947 في الفهرس العام الجديد، هي مجرة، تقع في كوكبة قيطس. اكتشفت في 10 نوفمبر 1835 بواسطة جون هيرشل.

## روابط خارجية
- NGC 947 على موقع ويكي سكاي: DSS2, SDSS, GALEX, IRAS, Hydrogen α, X-Ray, Astrophoto, Sky Map, Articles and images